# Diana Razmaitė
Diana Razmaitė (Klaipėda, 15 gennaio 1975) è un'ex cestista lituana.

## Carriera

### Club
Dopo aver giocato in Lituania con il Lietuvos Telekomas, dal 2004 al 2007 gioca con l'Arvi Marijampole.
Nella stagione 2007-08 gioca con la Pallacanestro Ribera in Serie A1, mentre nella successiva è in Serie A2 con il
Basket Pontedera.
Nel settembre 2009, dopo essere stata in prova al Basket Parma, si accorda con il Sdent Sierre Basket nel Campionato di pallacanestro svizzero femminile 2009-10.
Nel gennaio 2010 passa alla Femenino Caceres nella Liga Femenina de Baloncesto-2 spagnola.

### Nazionale
Ha partecipato al Campionato mondiale femminile di pallacanestro 2006 con la Lituania.